# Canton d'Angers-1
Le canton d'Angers-1 est une circonscription électorale française du département de Maine-et-Loire.

## Histoire
Le canton d'Angers-I a été créé par décret du 23 juillet 1973 redécoupant les cantons d'Angers-Est, Angers-Sud, Angers-Ouest et Angers-Nord en sept cantons.
Il est supprimé par le décret du 23 janvier 1985 réorganisant les cantons d'Angers. Son territoire est repris par le canton d'Angers-Nord-Est.
Un nouveau découpage territorial de Maine-et-Loire entre en vigueur à l'occasion des élections départementales de 2015. Il est défini par le décret du 26 février 2014, en application des lois du 17 mai 2013 (loi organique 2013-402 et loi 2013-403). Les conseillers départementaux sont, à compter de ces élections, élus au scrutin majoritaire binominal mixte. Les électeurs de chaque canton élisent au Conseil départemental, nouvelle appellation du Conseil général, deux membres de sexe différent, qui se présentent en binôme de candidats. Chaque candidat au sein d’un binôme a un remplaçant et le remplaçant doit être de même sexe que son candidat. Les conseillers départementaux sont élus pour 6 ans au scrutin binominal majoritaire à deux tours, l'accès au second tour nécessitant 12,5 % des inscrits au 1er tour. En outre la totalité des conseillers départementaux est renouvelée. Ce nouveau mode de scrutin nécessite un redécoupage des cantons dont le nombre est divisé par deux avec arrondi à l'unité impaire supérieure si ce nombre n'est pas entier impair, assorti de conditions de seuils minimaux. En Maine-et-Loire, le nombre de cantons passe ainsi de 41 à 21. Le canton d'Angers-1 est recréé par ce décret.
Il est formé d'une fraction de la commune d'Angers. Il est entièrement inclus dans l'arrondissement d'Angers. Le bureau centralisateur est situé à Angers.

## Représentation

### Représentation de 1973 à 1985
| Période | Période | Identité          | Étiquette    | Qualité |
| ------- | ------- | ----------------- | ------------ | --- |
| 1973    | 1976    | Prosper David     | CNI          | Adjoint au maire d'Angers Ancien conseiller général du Canton d'Angers-Nord-Est (1958-1973)                               |
| 1976    | 1982    | Jean Rousseau     | PS           | Ancien résistant, 1er adjoint au maire d'Angers (1977-1989)                                                               |
| 1982    | 1985    | Roselyne Bachelot | RPR puis UMP | Docteure en pharmacie Députée (1988-2002) Ministre (2002-2004 et 2007-2010) Elue en 1985 dans le Canton d'Angers-Nord-Est |

### Représentation depuis 2015
| Période élective | Période élective | Mandat | Mandat   | Identité                    | Nuance | Nuance | Qualité |
| ---------------- | ---------------- | ------ | -------- | --------------------------- | ------ | ------ | --- |
| 2015             | 2021             | 2015   | 2021     | Frédérique Drouet-d'Aubigny |        | LR     | Médecin - Ancienne conseillère générale du Canton d'Angers-Centre (2010-2015)                                                                                                |
| 2015             | 2021             | 2015   | 2021     | Christian Gillet            |        | UDI    | Médecin généraliste retraité Ancien conseiller général du Canton de Vihiers (1988-2015) Président du conseil général (2014-2015) Président du conseil départemental (2015- ) |
| 2021             | 2028             | 2021   | en cours | Roseline Bienvenu           |        | DVD    | Juriste, adjointe au maire d'Angers |
| 2021             | 2028             | 2021   | en cours | Emmanuel Capus              |        | DVD    | Avocat - Sénateur (groupe Les Indépendants - République et Territoires) depuis 2017, conseiller municipal Agir d'Angers                                                      |

### Résultats détaillés

#### Élections de mars 2015
À l'issue du 1er tour des élections départementales de 2015, deux binômes sont en ballottage : Frédérique Drouet-d'Aubigny et Christian Gillet (Union de la Droite, 24,67 %) et Florian Chauvin et Nathalie Parent (PS, 24,67 %). Le taux de participation est de 50,37 % (12 364 votants sur 24 544 inscrits) contre 49,68 % au niveau départemental et 50,17 % au niveau national.
Au second tour, Frédérique Drouet-d'Aubigny et Christian Gillet (Union de la Droite) sont élus avec 60,12 % des suffrages exprimés et un taux de participation de 48,62 % (6 703 voix pour 11 933 votants et 24 542 inscrits).

#### Élections de juin 2021
Le premier tour des élections départementales de 2021 est marqué par un très faible taux de participation (33,26 % au niveau national). Dans le canton d'Angers-1, ce taux de participation est de 36,26 % (9 084 votants sur 25 052 inscrits) contre 29,36 % au niveau départemental. À l'issue de ce premier tour, deux binômes sont en ballottage : Roseline Bienvenu et Emmanuel Capus (Union au centre et à droite, 41,12 %) et Sophie Fasquel et Romain Laveau (Union à gauche avec des écologistes, 31,07 %).
Le second tour des élections est marqué une nouvelle fois par une abstention massive équivalente au premier tour. Les taux de participation sont de 34,36 % au niveau national, 30,37 % dans le département et 38,57 % dans le canton d'Angers-1. Roseline Bienvenu et Emmanuel Capus (Union au centre et à droite) sont élus avec 62,77 % des suffrages exprimés (5 730 voix pour 9 661 votants et 25 048 inscrits),,. 

## Composition

### Composition de 1973 à 1985
Lors de sa création, le canton d'Angers-I était composé de :
- les communes d'Écouflant, Pellouailles-les-Vignes, Saint-Sylvain-d'Anjou et Villevêque ;
- la portion de territoire de la ville d'Angers déterminée par la rive gauche de la Sarthe (depuis la limite de la ville et de la commune d'Écouflant jusqu'au confluent avec la Mayenne), la rive gauche de la Maine (depuis le confluent de la Mayenne et de la Sarthe jusqu'à l'axe du pont de la Haute-Chaîne), l'axe des voies ci-après : boulevard Ayrault, boulevard Carnot, place du Pélican, boulevard Bessonneau non compris, boulevard du Maréchal-Joffre non compris, avenue Pasteur non comprise, rue Victor-Hugo non comprise, rue de la Chalouère du numéro 1 au numéro 89 et du numéro 2 au numéro 80, une ligne ne correspondant à aucune voie publique et joignant le carrefour rue de la Chalouère (chemin du Mélinais) à la rue Aristide-Justeau, rue Aristide-Justeau non comprise, boulevard Gaston-Ramon compris, boulevard Henri-Dunant non compris, avenue Pasteur non comprise jusqu'à la limite avec la commune de Saint-Barthélemy-d'Anjou.

### Composition depuis 2015
| Nom                            | Code Insee | Intercommunalité          | Superficie (km2) | Population (dernière pop. légale)                 | Densité (hab./km2) | Modifier                                    |
| ------------------------------ | ---------- | ------------------------- | ---------------- | ------------------------------------------------- | ------------------ | ------------------------------------------- |
| Angers (bureau centralisateur) | 49007      | CU Angers Loire Métropole | 42,71            | Fraction : 43 828 (2022) Commune : 157 555 (2022) | 3 689              | modifier les données · modifier les données |
| Canton d'Angers-1              | 4901       |                           |                  | 43 828 (2022)                                     |                    | modifier les données                        |

Le canton d'Angers-1 comprend la partie de la commune d'Angers située à l'intérieur du périmètre défini par l'axe des voies et limites suivantes : cours de la Maine, pont de la Haute-Chaîne, boulevard Ayrault, boulevard Carnot, rue Pierre-Lise, avenue Montaigne jusqu'à la limite territoriale de la commune de Saint-Barthélemy-d'Anjou, rue du Grand-Montrejeau, chemin de Villechien, rocade Est, boulevard d'Estienne-d'Orves, boulevard Jacques-Millot, boulevard Joseph-Bédier, avenue de-Lattre-de-Tassigny, rue Auguste-Blandeau, rue du Docteur-Guichard, boulevard de Strasbourg, boulevard Yvonne-Poirel, rue Moirin, rue Eblé, boulevard Yvonne-Poirel, pont Noir, rue Jacques-Bordier, boulevard Marc-Leclerc, rond-point de la Baumette, boulevard Olivier-Couffon, ligne droite dans le prolongement de la rue Faidherbe jusqu'au cours de la Maine, cours de la Maine.

## Démographie
En 2022, le canton comptait 43 828 habitants, en évolution de +3,5 % par rapport à 2016 (Maine-et-Loire : +2,12 %, France hors Mayotte : +2,11 %).
| 2013   | 2018   | 2022   |
| ------ | ------ | ------ |
| 41 649 | 43 205 | 43 828 |